# نقد الهندوسية

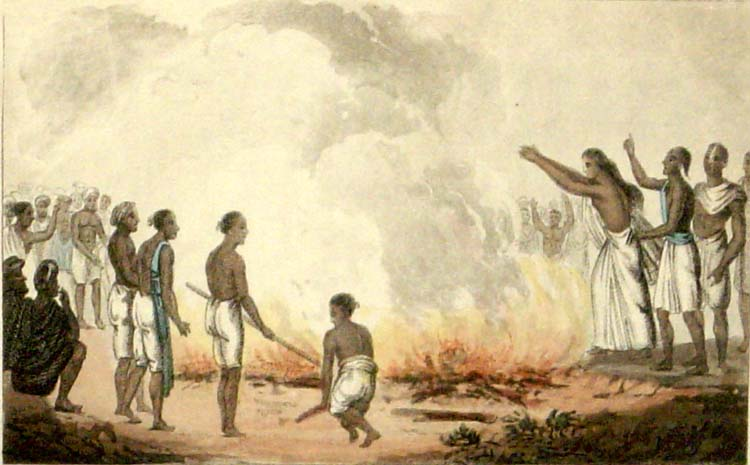
رسم لمشهد حرق زوجة مع جثمان زوجها

من الممكن أن يكون النقد للديانة الهندوسية بسبب تضارب الأفكار والمعتقدات في موضوع خلق الكون ووحدة الوجود، وأيضا تعدد الآلهة وتجسيد الآلهة عل هيئة إنسان، أيضا تعدد الكتب والتي هي موجودة منذ الآلاف السنين قبل الميلاد فلا يمكن الوثوق بها. أيضا من الانتقادات الموجهة للهندوسية أنه لا يمكن معرفة من الذي نادى بهذهِ الديانة وما طبيعته وما هدفهُ وربما انها وضعت من قبل مجموعة من الناس وتسلسلت عبر الزمن.